# Вороненко, Дмитрий Петрович
Дми́трий Петро́вич Вороне́нко (род. 29 июля 1971, Кок-Янгак, Ошская область, Киргизская ССР, СССР) — российский серийный убийца, гражданин Украины, орудовал в 2006—2007 годах в Санкт-Петербурге, убил 4 девочек и девушек.

## Биография

### Детство и юность
Дмитрий Вороненко родился 29 июля 1971 года в городе Кок-Янгак Ошской области Киргизской ССР (как и другой серийный убийца Кегашбек Орунбаев) в семье электрика и воспитательницы детского сада. В детстве любил душить кошек и собак. После окончания 10 классов школы не имел постоянной работы. В 1987 году Вороненко переехал в украинский город Кривой Рог, где окончил профтехучилище по специальности «сварщик». Был дважды женат, однако в обоих случаях семейная жизнь продлилась недолго — первая супруга изменяла Вороненко и он избивал её, вторая забеременела и сделала аборт, после чего брак распался.

### Первые преступления
В 1989 году Вороненко был впервые осуждён за кражу из магазина к 3 годам обязательных работ в Крыму, где за несколько дней до освобождения украл у начальника смены телефон и бутылку коньяка, за что ему добавили ещё 2 года обязательных работ. В 1995 году приехал в Санкт-Петербург, где без регистрации работал грузчиком, сварщиком, рабочим на стройке.
В 1997—1999 годах трижды был осуждён за «причинение тяжкого вреда здоровью при превышении пределов необходимой обороны» и кражи: в первый раз отделался условным сроком, во второй раз провёл 1 год в колонии, в третий раз был приговорён к 3 годам, но освободился через год по амнистии.
В 2000—2001 годах совершил серию изнасилований и снова был арестован. Доказать удалось 2 из 4 эпизодов. В 2004 году был приговорён к 5,5 годам лишения свободы. Срок отбывал в петербургском СИЗО «Кресты», большая часть наказания была поглощена сроком пребывания под следствием. В местах лишения свободы Вороненко получил черепно-мозговую травму из-за удара кирпичом. В марте 2005 года, всего через 3 года и 3 месяца с момента ареста, за примерное поведение Вороненко вышел на свободу условно-досрочно.
Насильника должны были депортировать по месту гражданства — на Украину, однако надзирающие органы не проявили должного внимания к Вороненко. Впоследствии в их адрес раздавались многочисленные упрёки, но никто из должностных лиц не понёс ответственности за бездействие.

### Убийства
Вороненко нападал на девушек и девочек, предпочитая блондинок ростом примерно 150 сантиметров.
Первое убийство произошло в ноябре 2005 года (Вороненко признался в совершении этого преступления только в 2025 году).
25 августа 2006 года изнасиловал 17-летнюю девушку на улице Лёни Голикова. Жертве преступника чудом удалось выжить.
Следующее убийство произошло 26 сентября 2006 года (Вороненко признался в совершении этого преступления только в 2024 году).
8 декабря 2006 года в подвале дома на проспекте Стачек совершил убийство 11-летней Лиды Погодиной. Маньяк изнасиловал, убил её и спрятал тело в куче мусора.
28 января 2007 года на Полюстровском проспекте убил 19-летнюю Катю Федотову. Как позже выяснилось, маньяк предложил ей проводить её до автобуса. Труп девушки нашли только через месяц.
4 марта 2007 года изнасиловал и убил 20-летнюю Алёну Гнатюк, студентку института Водного транспорта. Маньяк увёл её от метро «Чёрная речка», затащил в подвал дома на Коломяжском проспекте, изнасиловал и задушил.
21 мая 2007 года в подвале дома на Большой Разночинной улице совершил последнее убийство. Жертвой стала 12-летняя школьница Лена Бойко. Почерк убийства был тем же — изнасилование с последующим удушением.

### Арест, следствие и суд
По показаниям свидетелей был составлен предполагаемый портрет преступника. В распоряжении оперативников оказались записи камер наружного наблюдения на месте одного из преступлений. На причастность к убийствам было проверено 863 ранее судимых за половые преступления. В ходе оперативно-розыскных мероприятий поступила информация о Вороненко. По адресам возможного появления маньяка были выставлены засады. 24 мая 2007 года Вороненко был арестован. Поначалу его подозревали только в последнем убийстве, в процессе предварительного следствия он сознался в трёх предыдущих убийствах. Судебно-психиатрическая экспертиза признала Вороненко вменяемым. Маньяк абсолютно не раскаивался в содеянном. Из последнего слова Вороненко на суде:
...Говорить мне что-то бессмысленно, меня всё равно никто не понимает, вы можете меня прилюдно казнить на Дворцовой площади. Всё равно это уже ничего не изменит. Я до сих пор не могу понять, почему это совершил…
На суде родители убитых девочек и прокурор потребовали для Вороненко смертной казни, однако суд не счёл возможным вынести подобный приговор ввиду действующего моратория на смертную казнь, и 20 марта 2008 года Санкт-Петербургский городской суд признал его виновным в 4 убийствах (первые 2 убийства на тот момент остались нераскрытыми) и приговорил его к пожизненному лишению свободы. Родственники жертв обратились в Верховный суд России с требованием смертной казни, но он оставил приговор без изменения.

### В заключении
Отбывает наказание в исправительной колонии «Полярная сова». Некоторое время его сокамерником был неонацист и лидер БТО Алексей Воеводин, пока тот не избил его из-за того, что он был похож на выходца из Средней Азии.
В марте 2024 года Вороненко признался в совершении убийства 12-летней девочки по имени Люда, которое произошло 26 сентября 2006 года, после чего в апреле того же года он покинул территорию «Полярной совы» и спустя 16 лет вернулся в Санкт-Петербург для проведения следственного эксперимента и других оперативно-розыскных действий на месте совершения убийства. 
Также Вороненко признался в убийстве жительницы Петербурга в ноябре 2005 года. По данным следствия, нетрезвый Вороненко на улице познакомился с женщиной и предложил ей прогуляться по парку, а потом задушил свою жертву. Тело своей жертвы убийца бросил в ближайшей канаве.

## В массовой культуре
- Документальный фильм «Кровь над Невой» из цикла «Вне закона» (2008)
- Документальный фильм «Приговорить к высшей мере» из цикла «Детективные истории» режиссёра Вахтанга Микеладзе (2008)
- Документальный фильм «Досрочное освобождение… для маньяка» из цикла «Приговорённые пожизненно» режиссёра Вахтанга Микеладзе (2008)
- Документальный фильм «Мой смертный приговор» из цикла «Пожизненно лишённые свободы» режиссёра Вахтанга Микеладзе (2009)
- Документальный фильм «Похоть» из цикла «Детективные истории» (2009)
- Документальный фильм «Казнить нельзя помиловать» (2009)
- Документальный фильм «Охота на детство» из цикла «Громкое дело» (2010)
- Документальный фильм «Петербургский душитель» из цикла «Закон есть закон» (2017)